# Mongausy
Mongausy är en kommun i departementet Gers i regionen Occitanien i sydvästra Frankrike. Kommunen ligger i kantonen Lombez som tillhör arrondissementet Auch. År 2022 hade Mongausy 90 invånare.

## Befolkningsutveckling
Antalet invånare i kommunen Mongausy
Referens:INSEE